# Darwinella australiensis
Darwinella australiensis är en svampdjursart som beskrevs av Carter 1885. Darwinella australiensis ingår i släktet Darwinella och familjen Darwinellidae. Inga underarter finns listade i Catalogue of Life.